# Acrobasis suavella
Acrobasis suavella là một loài bướm đêm thuộc họ Pyralidae. Nó được tìm thấy ở châu Âu.
Sải cánh dài 19–24 mm. Con trưởng thành bay làm một đợt từ tháng 6 đến tháng 9 .
The caterpillars preferably feed on mận gai.

## Hình ảnh

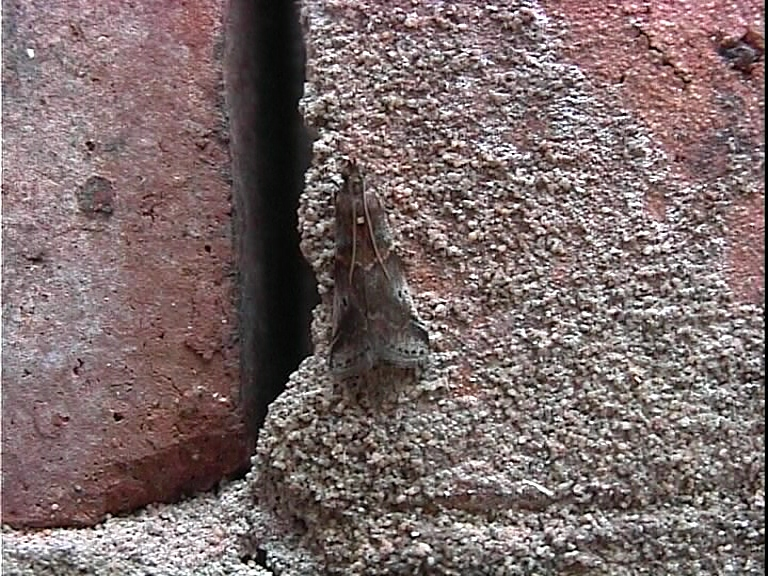